# Azita Haidarová
Azita Haidarová (10. července 1966 Praha – 14. května 2018) byla česká překladatelka ze švédštiny a finštiny.
Do češtiny převedla například bestellery Stiega Larssona (trilogie Milénium) i jejich pokračování z pera Davida Lagercrantze (Dívka v pavoučí síti a Muž, který hledal svůj stín). Přeložila i thrillery dvojice Alexandry a Alexandra Ahndorilových píšících pod pseudonymem Lars Kepler a několik divadelních her (August Strindberg, Sara Stridsbergová).